# Craspediopsis immaculata
Craspediopsis immaculata là một loài bướm đêm trong họ Geometridae.